# 关山复
关山复（1915年3月24日—2010年6月15日），吉林伊通人，满族，中华人民共和国官员、最高人民检察院副检察长。
1935年12月，关山复参加一二·九运动，1936年2月加入中国共青团，同年4月转为中国共产党党员。曾任共青团北平市委宣传部长、中共北平市北区区委书记兼东北大学支部书记。抗日战争时期，任中共武安县委书记、晋冀豫区党委副秘书长。解放战争时期，任吉林省德惠县长、吉林省民政厅长、省政府党组成员。
1949年起，历任中共中央东北局统战部副秘书长、副部长兼东北行政委员会委员，东北民族事务委员会主任，中共吉林省委常委、秘书长、副书记、书记处书记，中共中央东北局委员、东北局宣传部长，中国科学院哲学社会科学部分党组书记兼副主任，中国社会科学院党组成员，最高人民检察院党组成员、秘书长、副检察长、检察委员会委员等职。部长级待遇。于1996年离休。2010年在北京去世。
1954年，当选第一届全国人民代表大会代表。其后，历任第二、三、五、六、七届全国人大代表，第一、二、三、六、七届全国人大民族委员会委员，中共七大、八大代表。
他的女婿尹敬是1989年六四屠杀的死难者。